# Pronto a correre
Albums de Marco Mengoni
Solo 2.0
(2011) Parole in circolo
(2015)
Singles
1. L'essenziale
Sortie : 14 février 2013
2. Bellissimo
Sortie : 14 février 2013
3. Non passerai
Sortie : 26 février 2013
4. Non me ne accorgo
Sortie : 12 mars 2013
5. Pronto a correre
Sortie : 19 avril 2013
6. La valle dei re
Sortie : 14 mars 2014

Pronto a correre (stylisé en #PRONTOACORRERE) est le deuxième album du chanteur italien Marco Mengoni, sorti le 19 mars 2013.

## Description
Avant même sa parution, l'album était déjà porté par le succès de son titre phare, L'essenziale, qui a permis à Marco Mengoni de remporter le festival de Sanremo et de représenter l'Italie à l'Eurovision. La chanson Bellissimo a elle aussi été publiée en avance.
Le 10 juin 2014, l'album a été republié pour le marché espagnol avec certains titres réinterprétés dans la langue de Cervantes, à savoir L'essenziale, Non passerai et Pronto a correre.

## Liste des pistes[1]
| 1.    | L'essenziale              | 3:38 |
| 2.    | Non me ne accorgo         | 3:28 |
| 3.    | Non passerai              | 3:43 |
| 4.    | Un'altra botta            | 3:12 |
| 5.    | La vita non ascolta       | 3:34 |
| 6.    | Pronto a correre          | 3:48 |
| 7.    | Bellissimo                | 3:38 |
| 8.    | La valle dei re           | 4:05 |
| 9.    | I Got the Fear            | 3:11 |
| 10.   | Avessi un altro modo      | 3:15 |
| 11.   | Evitiamoci (la soluzione) | 3:24 |
| 12.   | 20 sigarette              | 4:22 |
| 13.   | Spari nel deserto         | 3:25 |
| 14.   | Una parola                | 3:31 |
| 15.   | Natale senza regali       | 3:44 |
| 53:58 |                           |      |

| iTunes Bonus Track | iTunes Bonus Track | iTunes Bonus Track | iTunes Bonus Track | iTunes Bonus Track | iTunes Bonus Track | iTunes Bonus Track | iTunes Bonus Track | iTunes Bonus Track | iTunes Bonus Track |
| No                 | Titre              | Durée              |                    |                    |                    |                    |                    |                    |                    |
| ------------------ | ------------------ | ------------------ | ------------------ | ------------------ | ------------------ | ------------------ | ------------------ | ------------------ | ------------------ |
| 16.                | My Magnetic Heart  | 3:43               |                    |                    |                    |                    |                    |                    |                    |
| 17.                | Put the Light On   | 3:50               |                    |                    |                    |                    |                    |                    |                    |
| 61:31              |                    |                    |                    |                    |                    |                    |                    |                    |                    |

## Musiciens
- Voix, chœurs – Marco Mengoni
- Guitare, programmation, basse – Davide Tagliapietra
- Guitare – Michael Landau
- Basse – Reggie Hamilton
- Piano, clavier, synthétiseur, Hammond, Rhodes – Luca Scarpa
- Clavier, synthétiseur, programmation – Michele Canova Iorfida
- Clavier, piano, Wurlitzer – Larry Goldings
- Batterie – Gary Novak
- Trompette - Marco Tamburini
- Trombone – Roberto Rossi

## Classements

### Classements hebdomadaires
| Classement (2013) | Meilleure position |
| ----------------- | ------------------ |
| Italie            | 1                  |
| Suisse            | 52                 |
| Classement (2014) | Meilleure position |
| Espagne           | 73                 |

### Succès commercial
Lors de la première semaine après sa sortie, l'album a débuté à la première place dans les charts italiens et à la 52e dans les charts suisses. Il a été sacré disque d'or après moins d'un mois, disque de platine en juin 2013, double disque de platine en décembre 2013 et triple disque de platine en septembre 2014. Il s'agit du septième album le plus vendu en Italie en 2013. Certains singles ont également joui d'un certain succès. C'est surtout le cas pour L'essenziale, sacré troisième single le plus vendu en 2013 dans le pays. Se sont aussi distingués Pronto a correre (36e single plus vendu de 2013 en Italie) et Non passerai (82e).